# Wydział Prawa i Administracji Uniwersytetu Szczecińskiego

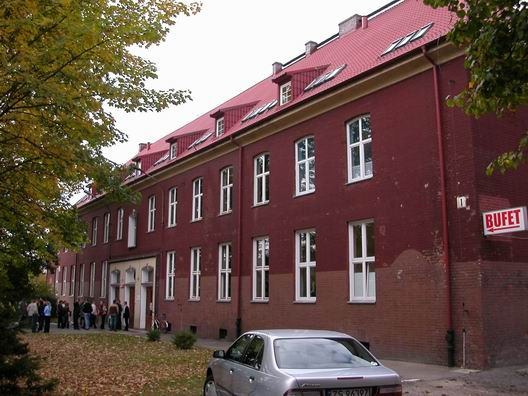
Budynek WPiA US przy al. Piastów 40b (dawne koszary KBW w Szczecinie)

Wydział Prawa i Administracji Uniwersytetu Szczecińskiego – jeden z siedmiu wydziałów Uniwersytetu Szczecińskiego. Jego siedziba znajduje się przy ul. Narutowicza 17a w Szczecinie. Posiada także budynek w kampusie uniwersyteckim przy al. Piastów 40b.

## Historia
Wydział powstał w 1985 roku w ramach Uniwersytetu Szczecińskiego na bazie Studium Administracyjnego Wyższej Szkoły Nauczycielskiej w Szczecinie utworzonej w 1968 roku (w 1973 roku przekształcono ją na Wyższą Szkołę Pedagogiczną). Na początku nosił nazwę Instytutu Prawa i Administracji na prawach wydziału. Dopiero w roku 1988 został przemianowany na Wydział. Centralna Komisja do Spraw Stopni i Tytułów w 1996 roku przyznała Wydziałowi uprawnienia do nadawania stopnia doktora nauk prawnych, zaś w 2005 roku zyskał uprawnienia do nadawania stopnia doktora habilitowanego nauk prawnych.

## Kierunki studiów
- prawo
- administracja
- prawo internetu i ochrony informacji
- prawo medyczne
- prawo służb mundurowych
- prawo ochrony zasobów naturalnych
- prawo transportowe i ubezpieczeń transportowych
- europejskie prawo biznesu / European business law

## Władze wydziału
Stan na początek roku akademickiego 2024/25:
- Dziekan Wydziału Prawa i Administracji – dr hab., prof. US Ewelina Cała-Wacinkiewicz
  - Prodziekan ds. Studenckich – dr hab., prof. US Wojciech Staszewski
  - Prodziekan ds. Kształcenia – dr Beata Kanarek
  - Prodziekan ds. Nauki i Rozwoju – dr hab., prof. US Mariusz Nawrocki
  - Prodziekan ds. Współpracy Międzynarodowej – dr Ewa Michałkiewicz-Kądziela

Na wydziale działa Rada Naukowa oraz Rada Dydaktyczna.

## Poczet dziekanów
- prof. zw. dr hab. Eugeniusz Tegler (1988–1990)
- prof. zw. dr hab. Bronisław Ziemianin (1990–1996)
- prof. zw. dr hab. Władysław Rozwadowski (1996–1999)
- prof. zw. dr hab. Zbigniew Ofiarski (1999–2005)
- dr hab. prof. US Stanisław Czepita (2005–2008)
- dr hab. prof. US Henryk Dolecki (2008–2010)
- dr hab. prof. US Zbigniew Kuniewicz (2010–2019)
- dr Beata Kanarek (p.o., 2019–2020)
- dr hab., prof. US Ewelina Cała-Wacinkiewicz (od 1 stycznia 2021)

## Dawna struktura organizacyjna
2019-2020
- Instytut Nauk Prawnych (dyrektor: dr hab. Ewelina Cała-Wacinkiewicz, prof. US)[2]

Do roku 2019:
- Katedra Postępowania Cywilnego (kierownik: dr hab. Kinga Flaga-Gieruszyńska, prof. US)
- Katedra Postępowania Karnego (kierownik: dr hab. Danuta Tarnowska, prof. US)
- Katedra Prawa Karnego (kierownik: prof. dr hab. Łukasz Pohl)
- Katedra Prawa Cywilnego i Handlowego (kierownik: dr hab. Zbigniew Kuniewicz, prof. US)
- Katedra Prawa Finansowego (kierownik: prof. zw. dr hab. Zbigniew Ofiarski)
- Katedra Prawa Gospodarczego Publicznego (kierownik: dr hab. Rajmund Molski, prof. US)
- Katedra Prawa Pracy i Polityki Społecznej (kierownik: dr hab. Michał Skąpski, prof. US)
- Katedra Prawa i Postępowania Administracyjnego (kierownik: prof. zw. dr hab. Janusz Sługocki)
- Katedra Prawa Międzynarodowego Publicznego (kierownik: prof. dr hab. Piotr Łaski)
- Katedra Prawa Konstytucyjnego i Integracji Europejskiej (kierownik: prof. zw. dr hab. Andrzej Bałaban)
- Katedra Prawa Samorządu Terytorialnego (kierownik: dr hab. Małgorzata Ofiarska, prof. US)
- Katedra Prawa Rzymskiego, Historii Prawa i Doktryn Polityczno-Prawnych (kierownik: dr hab. Ewa Gajda, prof. US)
- Katedra Prawa Ochrony Środowiska (kierownik: prof. zw. dr hab. Marek Górski)
- Katedra Teorii i Filozofii Prawa (kierownik: dr hab. Stanisław Czepita, prof. US)
- Katedra Tworzenia i Wykładni Prawa (kierownik prof. zw. dr hab. Maciej Zieliński dr h.c. UŁ)